# Železniční trať Smržovka – Josefův Důl
Železniční trať Smržovka – Josefův Důl leží v Jizerských horách. V jízdním řádu pro cestující je uvedena pod číslem 034. Trať je provozována jak pro osobní, tak nákladní dopravu. Jízda osobním vlakem po celé trati trvá přibližně 12 minut.

## Historie
Trať byla postavena v roce 1894, v říjnu téhož roku byla zprovozněna.
Dráhu vlastnila společnost Liberecko-jablonecko-tanvaldská dráha od zprovoznění trati až do svého zestátnění v roce 1930.

### Co vypovídají staré jízdní řády
V roce 1900 byly podle tehdejšího jízdního řádu v provozu tyto stanice:
- Smržovka
- Georgenthal-Albrechtsdorf
- Antoniwald
- Josefsthal-Maxsdorf

| rok                           | provozovaná trať                           | počet vlaků |
| ----------------------------- | ------------------------------------------ | ----------- |
| 1900                          | 66 Smržovka – Josefsthal-Maxsdorf          | 4 Os        |
| 1921 léto                     | 165 Smržovka – Josefodol-Maxsdorf          | 5 Os        |
| 1928/29 zima                  | 129 Smržovka – Josefodol-Maxov             | 6 Os        |
| 1937/38 zima                  | 123 Smržovka – Josefodol-Maxov             | 8 Os        |
| 1944/45                       | 160q Morchenstern – Josefsthal-Maxsdorf    | 7 Os        |
| 1945/46                       | 3c Smržovka – Josefodol-Maxov              | 5 Os        |
| 1959/60                       | 3c Smržovka – Josefův Důl u Jablonce n. N. | 12 Os       |
| 1988/89                       | 032 Smržovka – Josefův Důl                 | 15 Os       |
| 2002/03                       | 034 Smržovka – Josefův Důl                 | 25 Os       |
| 2012/13                       | 034 Smržovka – Josefův Důl                 | 24 Os       |
| Vysvětlivky: Os – osobní vlak |                                            |             |

## Vlaky
Po této trati v současnosti jezdí osobní vlaky Smržovka - Josefův Důl.
Do roku 2011 byla doprava zajišťována motorovými vozy 810. Od té doby byly vystřídány jednotkami Regionova. Dopravu na trati provozují České dráhy na základě vítězství ve výběrovém řízení vypsaném Libereckým krajem. Smlouva je platná až do roku 2026.

## Navazující tratě

### Smržovka
- Trať 036 Liberec – Smržovka – Harrachov (– Szklarska Poręba Górna)

## Stanice a zastávky

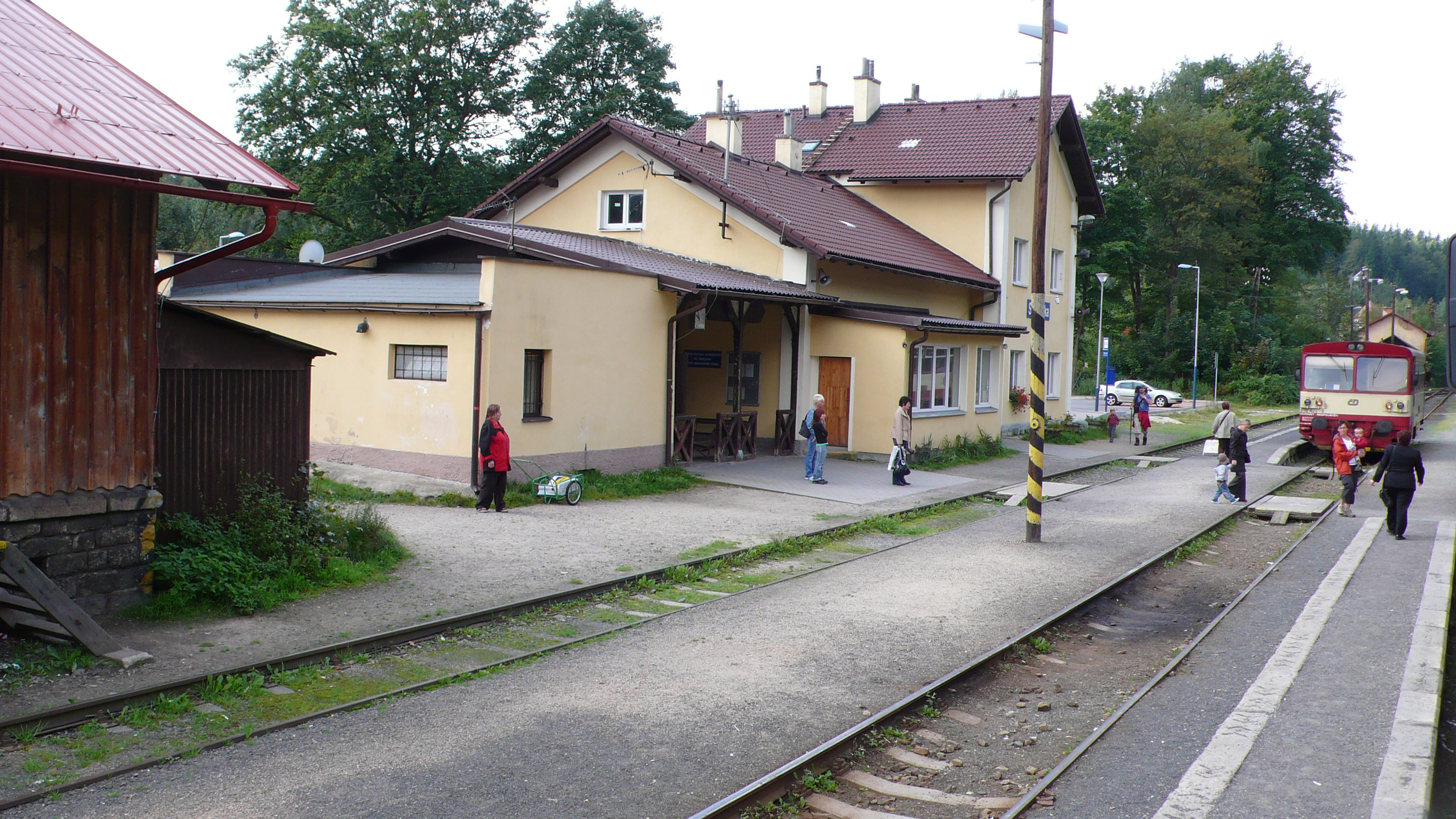
Smržovka
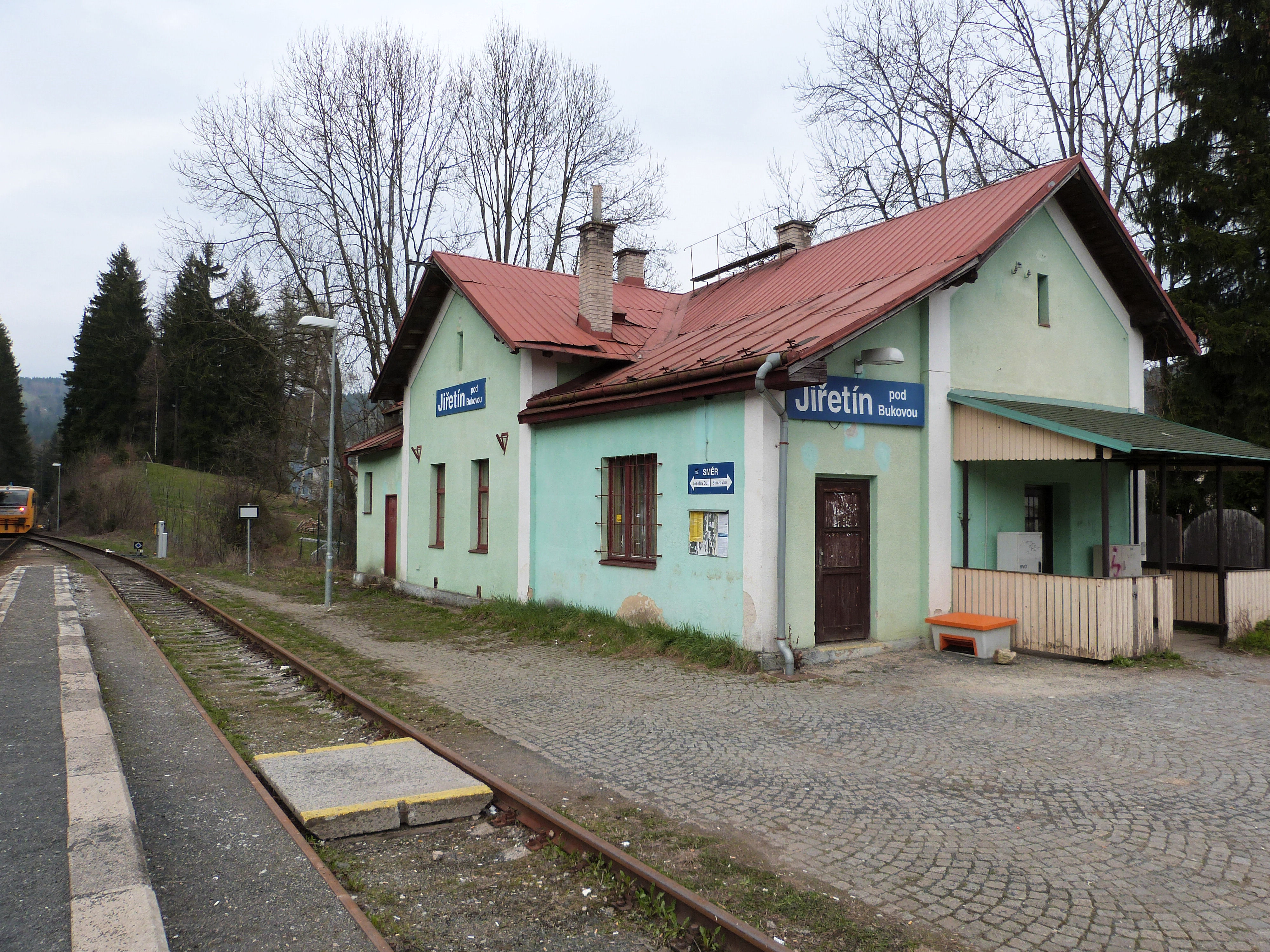
Jiřetín pod Bukovou
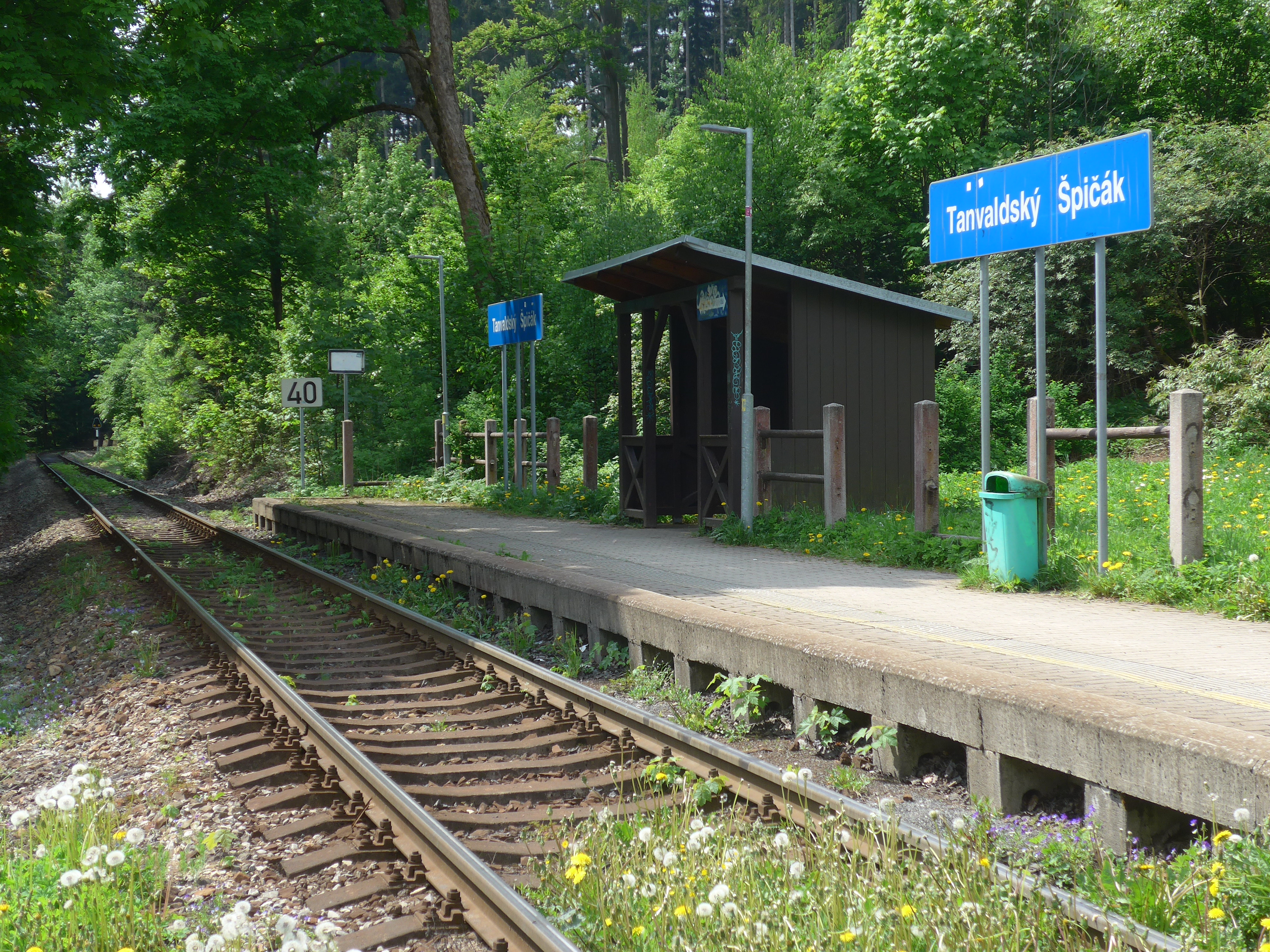
Tanvaldský Špičák
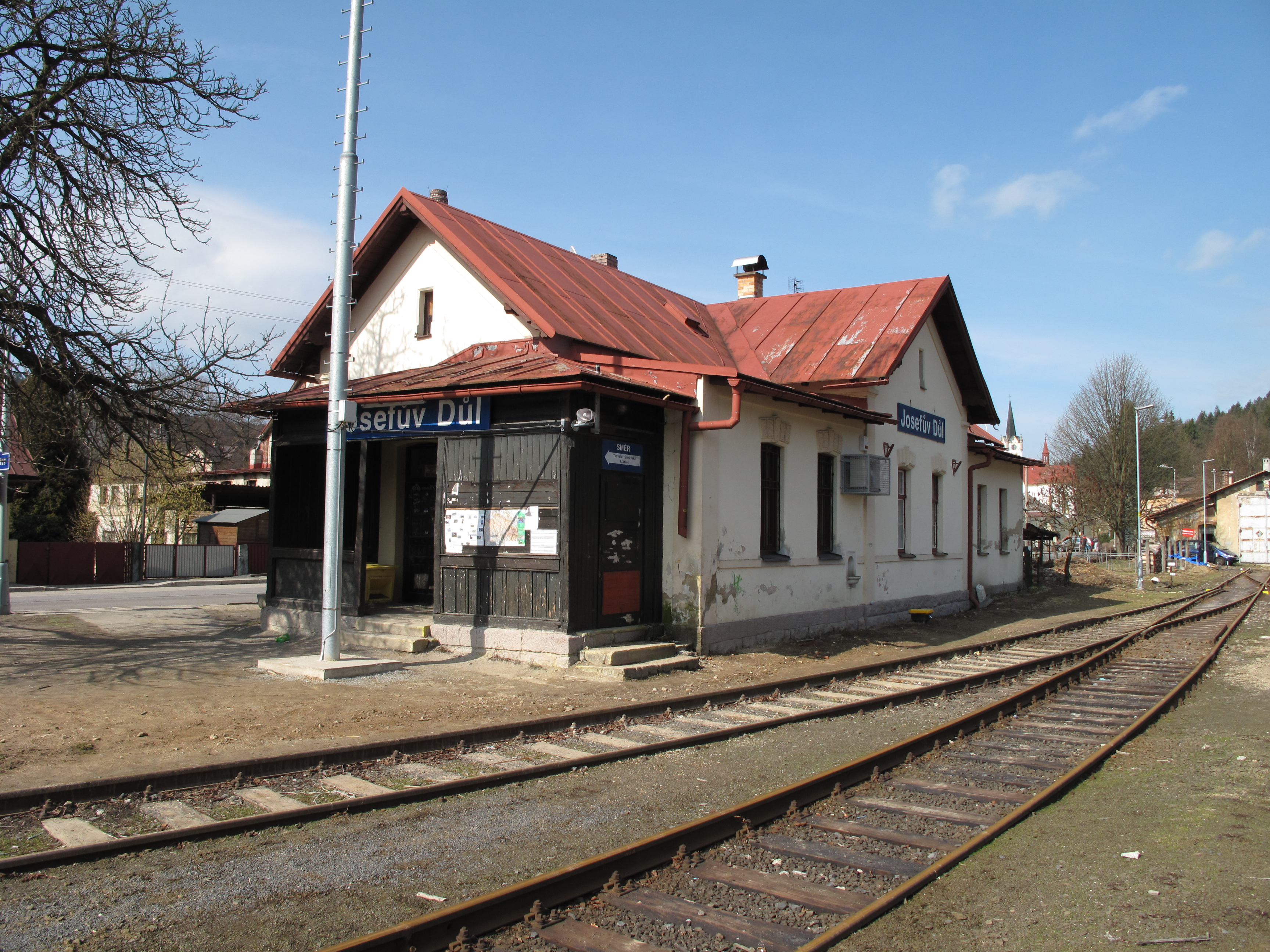
Josefův Důl